# 聖母子と聖人たち (カラッチ、ボローニャ)
『聖母子と聖人たち』（せいぼしとせいじんたち、英: Madonna and Child with Saints）、『玉座の聖母子と幼い洗礼者聖ヨハネ、福音書記者聖ヨハネ、アレクサンドリアの聖カタリナ』（ぎょくざのせいぼしとおさないせんれいしゃせいヨハネ、ふくいんしょきしょせいヨハネ、アレクサンドリアのせいカタリナ、伊: Madonna col Bambino in trono e i santi Giovannino, Giovanni Evangelista e Caterina d'Alessandria、英: Madonna and Child Enthroned with the Infant St John the Baptist, St John the Evangelist and Saint Catherine of Alexandria）、または『サン・ジョルジョの聖母』（サン・ジョルジョのせいぼ、英: San Giorgio Madonna）は、イタリアのバロック絵画の巨匠アンニーバレ・カラッチが1593年にキャンバス上に油彩で描いた絵画である。本来、ボローニャのサン・ジョルジョ・イン・ポッジアーレ教会のランディーニ礼拝堂に掛けられていた。19世紀に礼拝堂での保存状態が悪化したため修復のため美術アカデミーに移され、後に現在の所蔵先であるボローニャ国立絵画館 に入った。作品には「ANNI CARR FE MDXCIII」と署名と制作年が記されている。

## 作品

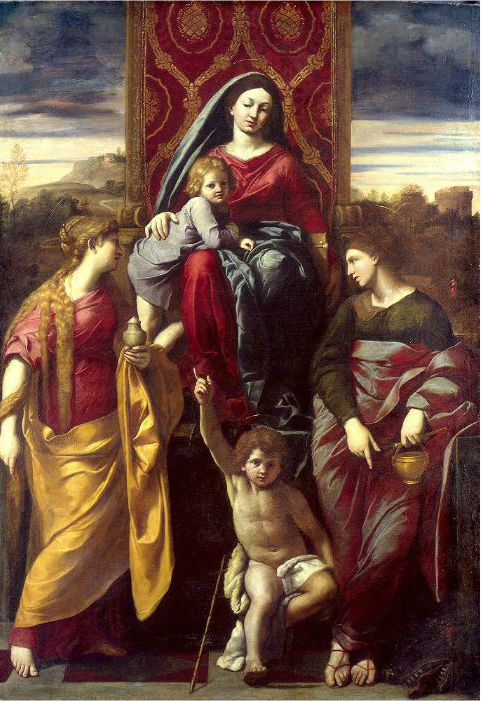
アントニオ・カラッチ 『玉座の聖母子と幼い洗礼者聖ヨハネ、マグダラのマリア、聖マルタ』 1616年、絵画館 (ベルリン)

この絵画は、アンニーバレの17世紀の主な伝記作者であったジョヴァンニ・ピエトロ・ベッロ―リとカルロ・チェーザレ・マルヴァジアにより賞賛されたが、20世紀には評価されなくなった。 アンニーバレの近代最初の研究者ハンス・ティーツェ (Hans Tieze) は、絵画の大部分がアンニーバレの追随者ルチオ・マッサーリの手になるという意見さえ広めた。その考えはルドルフ・ウィットカウアーにより棄却されたが、アンニーバレの主な研究者の1人であるドナルド・ポズナー (Donald Posner) には部分的に支持された。彼は現存する準備素描はアンニーバレの真筆だと感じたが、絵画の彩色は部分的に、あるいは全体的にマッサーリの手になるものだとした。ポズナーは、明らかに本作と関係があり、彼がマッサーリに帰属したベルリン絵画館にある作品と比較して（マッサーリが師匠のアンニーバレを拠りどころとしているというもう1つの証拠と見て）、本作がマッサーリの手になるものだと結論したのである 。ポズナーの結論は、本作のための間違いなくアンニーバレの手になる準備素描により覆されており（加えて歴史的文書が作品をアンニーバレ自身によるものだと記述している）、作品がアンニーバレの真筆であることを確証しているように思われる。現在の研究では、ベルリン絵画館の作品は、マッサーリがアンニーバレの作品を拠りどころとしたものではなく、アンニーバレの甥アントニオ・カラッチがアンニーバレの作品を拠りどころとしたものだとみなしている。

## ギャラリー

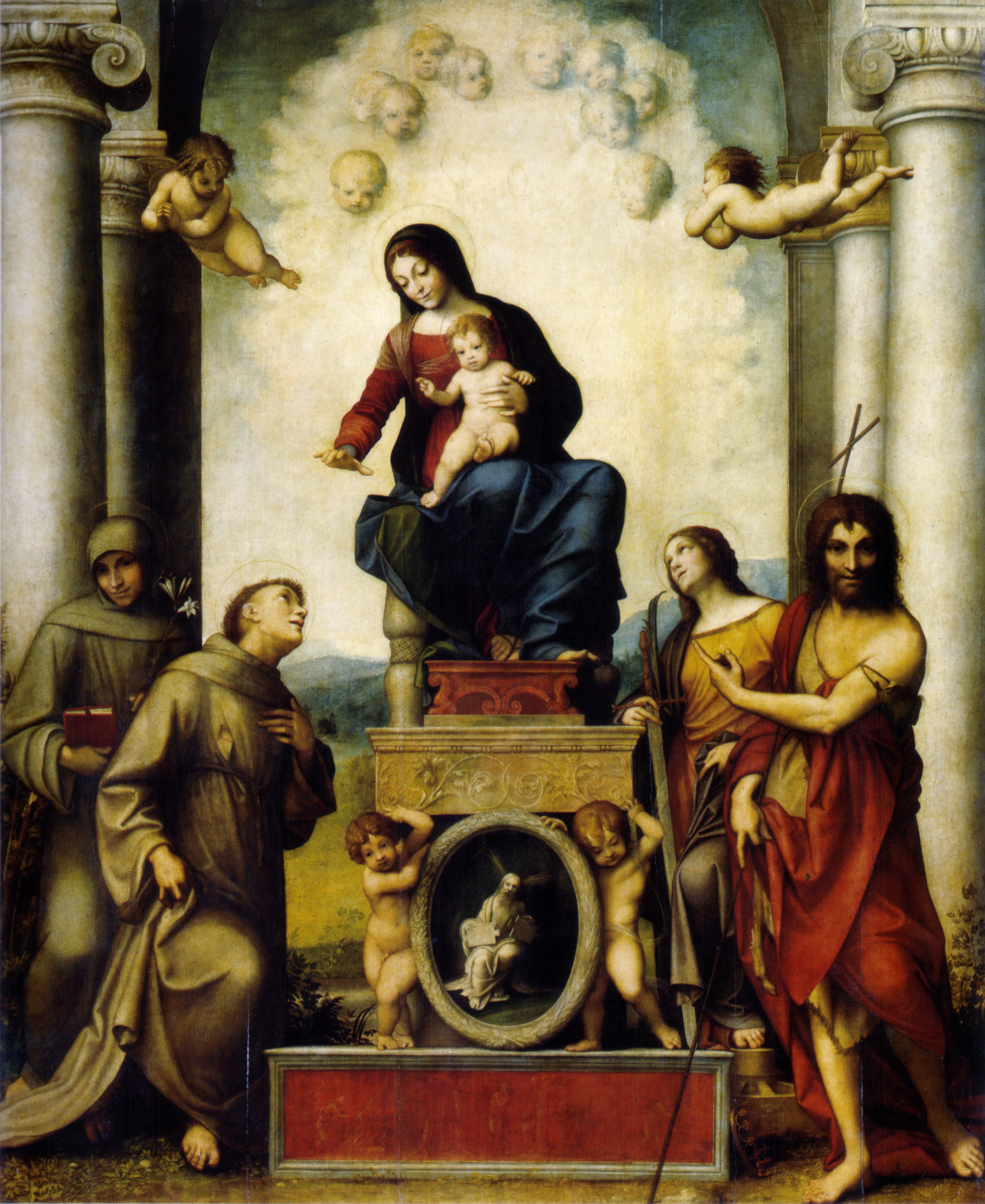
コレッジョ『聖フランチェスコの聖母』 (1514–1515年)、アルテ・マイスター絵画館 (ドレスデン)
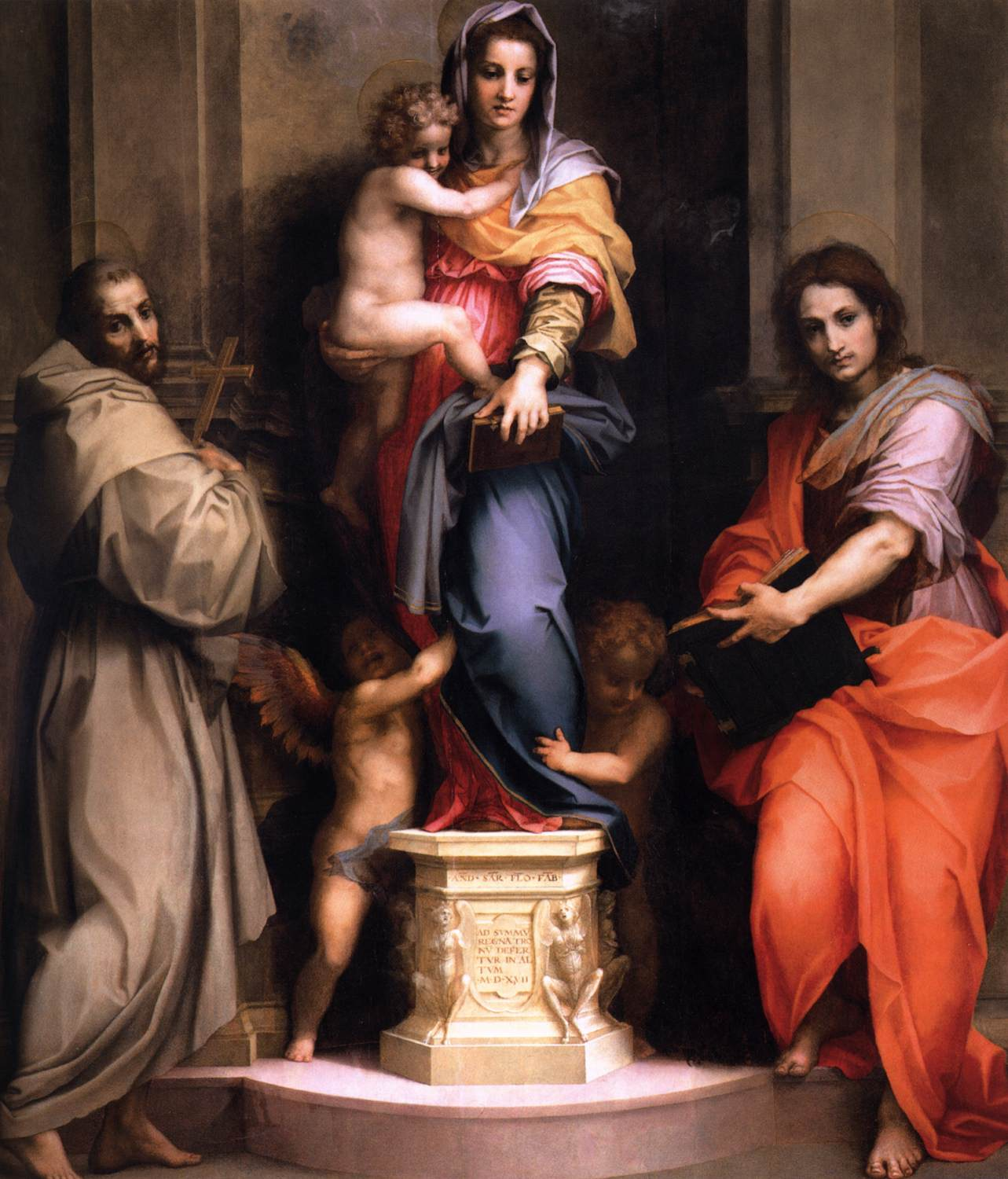
アンドレア・デル・サルト『ハルピュイアの聖母』 (1517年)、ウフィツィ美術館 (フィレンツェ)
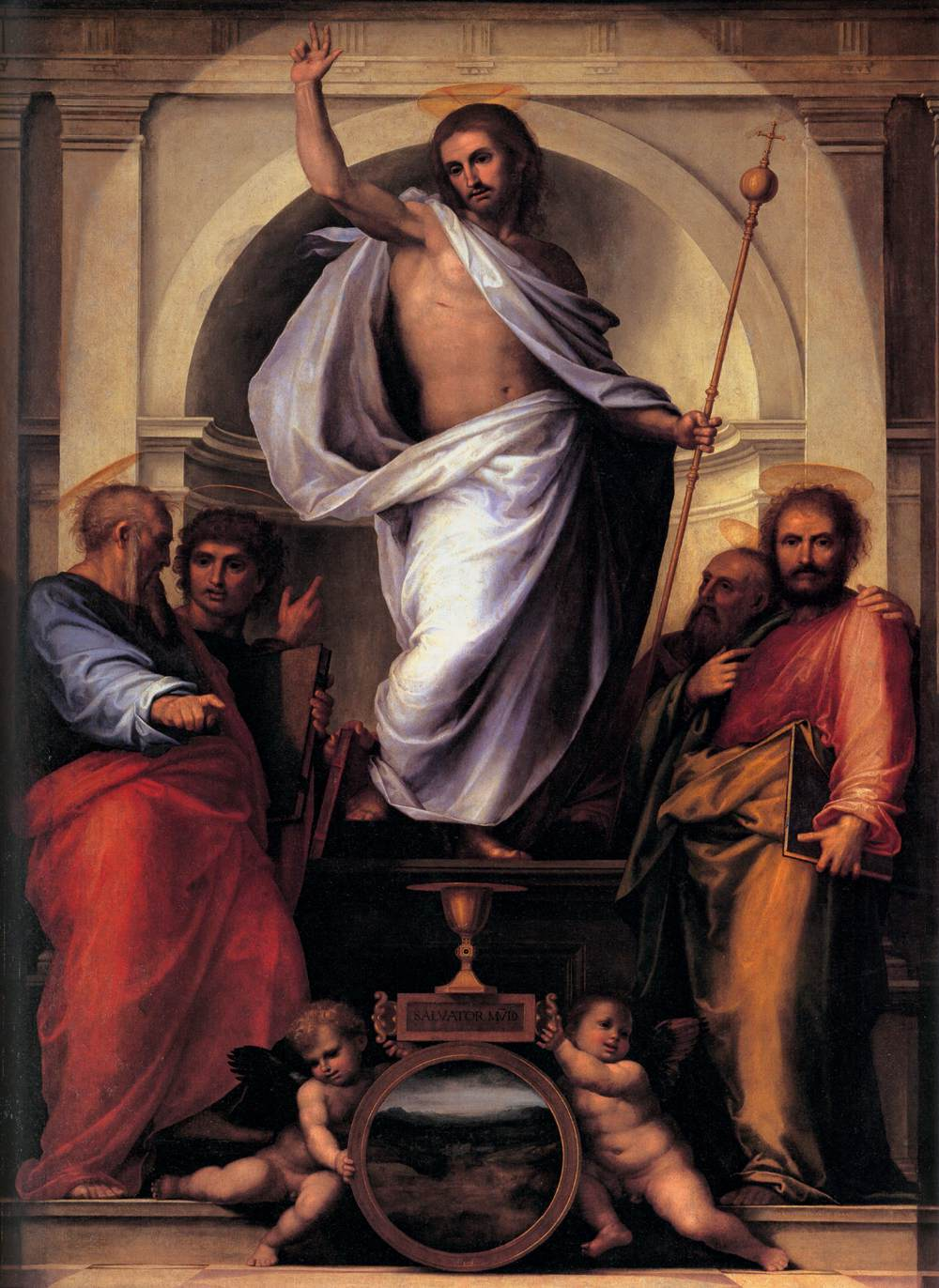
フラ・バルトロメオ『4人の福音書記者のいるサルヴァトール・ムンディ（英語版）』 (1516年)、パラティーナ美術館 (フィレンツェ)